# 锡-沙泽勒
锡-沙泽勒（法語：Scy-Chazelles，法語發音：[si ʃazɛl]）是法国摩泽尔省的一个市镇，属于梅斯区和梅斯欧洲都会区。该市镇于1809年由锡村（Scy）和沙泽勒（Chazelles）合并而成。

## 地理
锡-沙泽勒（49°6'49"N, 6°6'51"E）面积4.52 平方千米，位于法国大東部大區摩泽尔省，该省份为法国东北部内陆省份，是洛林的一部分，西南接默尔特-摩泽尔省，东临下莱茵省，北与卢森堡和德国接壤。
与锡-沙泽勒接壤的市镇（或旧市镇、城区）包括：普拉普维尔、穆兰莱梅斯、勒邦圣马丹、沙泰勒圣日耳曼、莱西、隆日维尔莱梅斯、蒙蒂尼莱梅斯。
锡-沙泽勒的时区为UTC+01:00、UTC+02:00（夏令时）。

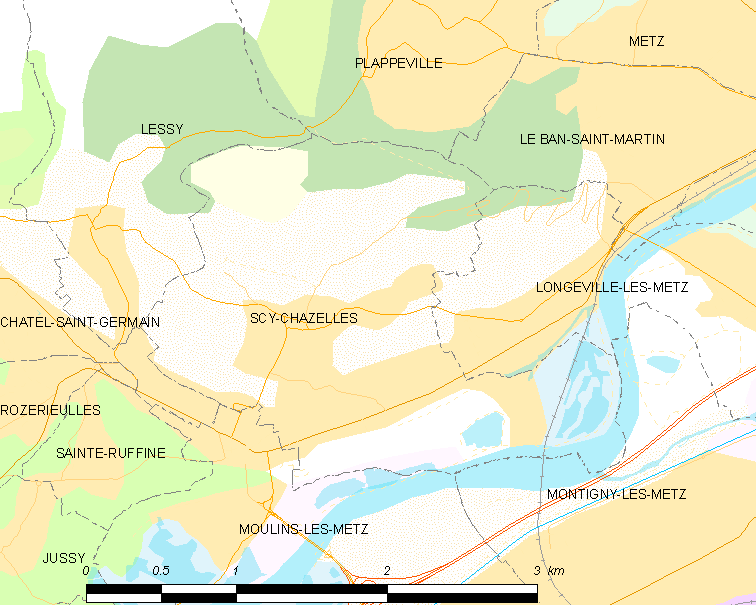
锡-沙泽勒的OSM定位图

## 行政
锡-沙泽勒的邮政编码为57160，INSEE市镇编码为57642。

## 政治
锡-沙泽勒所属的省级选区为蒙蒂尼莱梅斯县。

## 人口

1962-2008年间锡-沙泽勒人口变化图示

锡-沙泽勒于2022年1月1日时的人口数量为2665人。